# 老いぼれグリンゴ
老いぼれグリンゴ（スペイン語: Gringo Viejo）は、1964年から1984年にかけて書かれたカルロス・フエンテスの小説である。そして1985年に最初に出版された。池澤夏樹は、この小説を、「現代世界の十大小説」の1つであると述べており、池澤夏樹=個人編集 世界文学全集にも作品が収められている。フエンテスは次のように述べている。「この小説を書き始めたのは、アンブローズ・ビアスと彼の『兵士と民間人の物語』に対する私の賞賛であります。私は、アメリカ南北戦争で戦い、メキシコ内戦で亡くなった男性のアイデアに魅了されたのです」 。この小説は、とりわけ、死や文化交流などに焦点を当てており、その英語の翻訳は、メキシコの作家が米国のベストセラーになった最初の小説としても知られている。この本は、1985年のベストノベルとしてヘミングウェイ賞にノミネートされた3作のうちの1作であった。

## 翻訳
- スペイン点字： Gringo Viejo （1985）
- 英語訳：The Old Gringo（1985）
- デンマーク語： Den gamle gringo （1985）
- フランス語： Le vieux gringo （1986）
- ドイツ語： Der alte Gringo （1986）
- スウェーデン語： Den gamle gringon （1986）
- イタリア語： Il gringo vecchio （1986）
- 英語の点字：The Old Gringo（1987）
- ギリシャ語： Ho gero-gkrinnko （1987）
- ポルトガル語：ポルトガル： O velho gringo （1987）、ブラジル： Gringo Velho （1988）
- オランダ語： De oude gringo （1988）
- フィンランド語： Vanha gringo （1989）
- 日本語：『老いぼれグリンゴ』（1990）[6]
- 中国語：『奧拉; 異鄉老人』（1991）
- ポーランド語： Stary gringo （1992）
- ルーマニア語： Bătrânulgringo （1998）
- ペルシア語： Grīngu-yipīr （1378 [1999]）
- 韓国語： 내가사랑한그링고 / NaekasaranghanGŭringgo （2001）
- トルコ語： Koca gringo （2004）
- クロアチア語：Stari gringo（2005）
- チェコ語： Starýgringo （2005）
- シンハラ語： Grangomahallā （2007）
- ロシア語： Старыйгринго / Staryĭgringo （2010）